# 掌動
掌動（しょうどう）は、バンダイキャンディ事業部が発売している食玩シリーズである。ここではドラゴンボールシリーズの掌動-SHODO-、掌動や仮面ライダーシリーズのSHODO仮面ライダーVS、SHODO-X、SHODO-O、掌動-XX、掌動EXCEED仮面ライダー、ウルトラシリーズのSHODOウルトラマンVS、スーパー戦隊シリーズのSHODO SUPERについても記載する。

## 概要
造形と可動を両立したアクションフィギュアとなっており、塗装も全塗装となっている。

## 掌動-SHODO-

### ドラゴンボールシリーズ
- 孫悟空（2013年4月2日）
- ベジータ（2013年4月2日）
- ゴッド（2013年4月2日）
- アルティメットスパークVer.（2013年5月プレミアムバンダイ限定発売）

## 掌動

### ドラゴンボールシリーズ
- 第1弾 - 孫悟空 (超サイヤ人)、ブロリー (超サイヤ人)、バーダック（2015年3月17日）
- 第2弾 - SSGSS孫悟空、SSGSSベジータ、ゴールデンフリーザ（2016年1月5日）
- 第3弾 - ベジット、魔人ブウ (悪)、ゴテンクス&幽霊（2016年9月27日）
- 第4弾 - 孫悟空、ベジータ、ナッパ（2017年3月21日）
- 第5弾 - SSGSSベジット、スーパーサイヤ人バーダック、ブロリー(叫び顔ver.)（2017年6月20日）
- 第6弾 - 孫悟空 (身勝手の極意)、アルティメット悟飯、ベジット（2018年3月27日）

## SHODO仮面ライダーVS
- 第1弾 - 仮面ライダー旧1号、仮面ライダーV3、仮面ライダーX、アポロガイスト（2015年9月29日）
- 第2弾 - 仮面ライダー旧2号、仮面ライダー旧1号 (桜島Ver.)、ライダーマン、ザンジオー、ショッカー戦闘員、シークレット（2016年5月3日）
- 第3弾 - 仮面ライダーBLACK、シャドームーン、仮面ライダーストロンガー、一ツ目タイタン、シークレットA、シークレットB（2016年8月23日）
- 第4弾 - 仮面ライダー新1号、仮面ライダー新2号、ショッカーライダー、ショッカーライダー[別バージョン]、仮面ライダーアマゾン、仮面ライダーBLACK RX（2016年12月13日）
- 第5弾 - スカイライダー、仮面ライダーカブト、グリラスワーム、ゼクトルーパー、ゼクトルーパー[別バージョン]、シークレットA、シークレットB（2017年4月4日）
- 第6弾 - 仮面ライダースーパー1(スーパー・エレキ・ハンド)、仮面ライダースーパー1(スーパー・パワー・冷熱ハンド)、ガラガランダ、ゲルショッカー戦闘員、仮面ライダーW サイクロンジョーカー、シークレット（2017年7月18日）
- 第7弾 - 仮面ライダーZO、仮面ライダーZO (クラッシャーオープンVer.)、ドラス、仮面ライダーオーズ タトバコンボ、仮面ライダーバース、シークレット（2017年11月7日）
- 第8弾 - 仮面ライダーZX (十字手裏剣&衝撃集中爆弾ver.)、仮面ライダーZX (マイクロチェーンver.)、タイガーロイド、仮面ライダーディケイド、仮面ライダー響鬼、仮面ライダー響鬼紅（2018年2月13日）
- 第9弾 - 仮面ライダークウガ マイティフォーム、仮面ライダークウガ アメイジングマイティ、仮面ライダーキバ、本郷猛、ベレー戦闘員（2018年7月30日）
- 結成!悪の軍団!! - ショッカー戦闘員 (ベレー帽)、ショッカー戦闘員 (骨)、ゲルショッカー戦闘員、デストロン戦闘員、ショッカーライダー (2号)、ショッカーライダー (3号)/(4～6号マフラー付)（2019年6月3日）

## SHODOウルトラマンVS
- 第1弾 - ウルトラマン、ゼットン、ウルトラセブン、キングジョー（2016年10月18日）
- 第2弾 - ウルトラマンジャック、ベムスター、ウルトラマンエース、エースキラー、拡張セット（2017年6月13日）
- 第3弾 - ウルトラマンタロウ、ゾフィー、テンペラー星人、ウルトラマン、ウルトラセブン、拡張セット（2017年8月21日）
- 第4弾 - ウルトラマン Aタイプ、バルタン星人、レッドキング、ウルトラマンティガ マルチタイプ（2017年12月5日）
- 第5弾 - ウルトラマンジード、ウルトラマンレオ、アストラ、マグマ星人、拡張セット（2018年1月30日）
- 第6弾 - ウルトラマンゼロ、ウルトラマンベリアル、ダークロプス、ウルトラマン80、拡張セット（2018年5月22日）

## SHODO-X 仮面ライダー
- 第1弾 - SHODO 仮面ライダー旧1号、SHODO 仮面ライダー旧2号、SHODO 仮面ライダー旧1号 (桜島Ver.)、サイクロン号(A-side)、サイクロン号(B-side)、拡張セット (2号用サイクロン号パーツ他)（2018年9月24日）
- 第2弾 - 仮面ライダーファイズ、仮面ライダーファイズ アクセルフォーム、仮面ライダーディエンド、オートバジン (A-side)、オートバジン (B-side)、拡張セット (オートバジンバトルモードパーツ他)（2018年12月31日）
- 第3弾 - 仮面ライダー新1号、仮面ライダー新2号、ショッカーライダー、新サイクロン号 (A-side)、新サイクロン号 (B-side)、にせ新サイクロン号 (A-side)、にせ新サイクロン号 (B-side)（2019年3月4日）
- 第4弾 - 仮面ライダー龍騎、仮面ライダー龍騎ブランク体、仮面ライダーナイト、ドラグレッダー (A-Side)、ドラグレッダー (B-Side)、拡張セット (ウイングランダー他)（2019年4月1日）
- 第5弾 - 仮面ライダーBLACK、仮面ライダーBLACK RX、バトルホッパー (A-Side)、バトルホッパー (B-Side)、アクロバッター (A-Side)、アクロバッター (B-Side)（2019年7月1日）
- 第6弾 - 仮面ライダーアギト グランドフォーム、仮面ライダーアギト トリニティフォーム、仮面ライダーアギト シャイニングフォーム、マシントルネイダー(A-side)、マシントルネイダー(B-side)、拡張パーツセット（2019年10月14日）
- 第7弾 - 仮面ライダーV3、仮面ライダーX、ハリケーン (A-side)、ハリケーン (B-side)、クルーザー (A-side)、クルーザー (B-side)（2020年1月20日）
- 第8弾 - 仮面ライダーストロンガー、仮面ライダーストロンガー (チャージアップ)、カブトロー (A-Side)、カブトロー (B-Side)、仮面ライダーブレイド、拡張パーツセット（2020年4月13日）
- 第9弾 - 仮面ライダーアマゾンオメガ、仮面ライダーアマゾンアルファ、仮面ライダーアマゾンアルファ (2nd season ver.)、仮面ライダーアマゾン、ジャングラー(A-Side)、ジャングラー(B-Side)（2020年6月1日）
- 仮面ライダーアギト 新たなる目覚め（2020年9月プレミアムバンダイ限定販売）
- 第10弾 - 仮面ライダーカブト ハイパーフォーム、仮面ライダーカブト ライダーフォーム、仮面ライダースーパー1、ブルーバージョン(A-Side)、ブルーバージョン(B-Side)、拡張パーツセット（2020年10月5日）
- 第11弾 - 仮面ライダーエグゼイド アクションゲーマーレベル2、仮面ライダーエグゼイド ダブルアクションゲーマーレベルXX R、仮面ライダーエグゼイド ダブルアクションゲーマーレベルXX L、ライダーマン、ライダーマンマシン (A-Side)、ライダーマンマシン (B-Side)、拡張パーツセット（2021年1月11日）
- 仮面ライダー剣 ジャックフォームセット（2021年4月プレミアムバンダイ限定販売）
- 仮面ライダー剣 キングフォームセット（2021年4月プレミアムバンダイ限定販売）
- 第12弾 - 仮面ライダービルド ラビットタンクフォーム、仮面ライダービルド ラビットタンクハザードフォーム、マシンビルダー (A-Side)、マシンビルダー (B-Side)、仮面ライダークローズ、仮面ライダーグレートクローズ、拡張パーツセット（2021年5月17日）
- 第13弾 - 仮面ライダー電王 ソードフォーム、仮面ライダー電王 プラットフォーム、マシンデンバード (A-Side)、マシンデンバード (B-Side)、仮面ライダーゼロノス アルタイルフォーム、仮面ライダーゼロノス ゼロフォーム、拡張パーツセット（2021年9月6日）
- 第14弾 - 仮面ライダーフォーゼ ベースステイツ、仮面ライダーフォーゼ ロケットステイツ、仮面ライダーウィザード フレイムスタイル、マシンマッシグラー (A-Side)、マシンマッシグラー (B-Side)、仮面ライダーメテオ、拡張パーツセット（2021年12月13日）
- 仮面ライダー電王 モモタロスイマジン&キンタロスイマジンセット（2022年2月プレミアムバンダイ限定販売）
- 仮面ライダー電王 ウラタロスイマジン&リュウタロスイマジンセット（2022年2月プレミアムバンダイ限定販売）
- 第15弾 - 仮面ライダードライブ タイプスピード、仮面ライダープロトドライブ、仮面ライダーマッハ、スカイライダー、強化スカイライダー、スカイターボ (A-Side)、スカイターボ (B-Side)、拡張パーツセット（2022年3月21日）

## SHODO-O 仮面ライダー
- 第1弾 - アナザーアギト、仮面ライダーカイザ、シャドームーン、ゲルショッカー首領、拡張パーツセット（2019年9月2日）
- 第2弾 - 仮面ライダー王蛇、仮面ライダーリュウガ、ホースオルフェノク、アポロガイスト、ドラグブラッカーA、ドラグブラッカーB（2019年11月18日）
- 第3弾 - ゴ・ガドル・バ、仮面ライダーデルタ、仮面ライダーキックホッパー、仮面ライダーパンチホッパー、ジャーク将軍、拡張パーツセット（2020年7月20日）
- 第4弾 - 仮面ライダーカリス、仮面ライダーギャレン、仮面ライダーダークカブト ライダーフォーム、ワーム(サナギ体)、ライオトルーパー、仮面ライダーG4（2020年11月23日）
- 第5弾 - 仮面ライダーゲンム アクションゲーマーレベル2、仮面ライダーゲンム アクションゲーマーレベル0、仮面ライダーゲンム ゾンビゲーマーレベルX、仮面ライダーゲンム ゾンビアクションゲーマーレベルX-0、ジョーカーアンデッド、アルビノジョーカー、仮面ライダーレンゲル（2021年3月8日）
- 第6弾 - 仮面ライダーグリス、ナイトローグ、仮面ライダーパラドクス パズルゲーマー レベル50、仮面ライダーパラドクス ファイターゲーマー レベル50、拡張パーツセット（2021年7月5日）
- 第7弾 - 仮面ライダーローグ、仮面ライダークロノス、ライドプレイヤー(ガシャコンブレイカー付属)、ライドプレイヤー(ガシャコンキースラッシャー付属)、仮面ライダーワイルドカリス、ダークローチ、アルビローチ（2021年10月18日）
- 第8弾 - 仮面ライダーエボル、仮面ライダーダークキバ、仮面ライダーネガ電王、ウルフオルフェノク、モールイマジン、ガーディアン（2022年2月21日）
- 第9弾 - 仮面ライダーアークゼロ、仮面ライダーサウザー、仮面ライダーエボル ブラックホールフォーム、ゴルドドライブ、NEWモールイマジン、ズ・ゴオマ・グ、チャップ（2022年8月15日）
- 第10弾 - 仮面ライダーアークワン、仮面ライダーザイア、エボルト(究極態)、白い魔法使い、グール、ナスカ・ドーパント、マスカレイド・ドーパント（2022年11月14日）
- 仮面ライダーW 園咲家セット（2023年2月プレミアムバンダイ限定販売）
- 第11弾 - 仮面ライダーエターナル、ウェザー・ドーパント、Rナスカ・ドーパント、仮面ライダーバース、ウヴァ 完全体、屑ヤミー、仮面ライダースペクター（2023年2月6日）

## SHODO SUPER
- 太陽戦隊サンバルカン（2020年2月プレミアムバンダイ限定販売）
- 救急戦隊ゴーゴーファイブ（2020年9月プレミアムバンダイ限定販売）
- バイオハンター・シルバ（2021年4月プレミアムバンダイ限定販売）
- 超電子バイオマン（2021年7月プレミアムバンダイ限定販売）
- 百獣戦隊ガオレンジャー（2022年1月プレミアムバンダイ限定販売）
- 恐竜戦隊ジュウレンジャー（2022年4月プレミアムバンダイ限定販売）
- 狼鬼（2022年6月プレミアムバンダイ限定販売）
- 海賊戦隊ゴーカイジャー1（2022年7月プレミアムバンダイ限定販売）
- 海賊戦隊ゴーカイジャー2（2022年8月プレミアムバンダイ限定販売）
- 超獣戦隊ライブマン（2022年12月プレミアムバンダイ限定販売）
- 電子戦隊デンジマン（2023年1月プレミアムバンダイ限定販売）
- 忍者戦隊カクレンジャー（2023年4月プレミアムバンダイ限定販売）
- ニンジャマン（2023年4月プレミアムバンダイ限定販売）
- 五星戦隊ダイレンジャー（2023年6月プレミアムバンダイ限定販売）
- コットポトロ（2023年8月プレミアムバンダイ限定販売）
- 電磁戦隊メガレンジャー（2023年12月プレミアムバンダイ限定販売）
- 鳥人戦隊ジェットマン（2024年3月プレミアムバンダイ限定販売）
- 邪電戦隊ネジレンジャー（2024年6月プレミアムバンダイ限定販売）
- ジャッカー電撃隊（2024年10月プレミアムバンダイ限定販売）
- 獣電戦隊キョウリュウジャー1（2025年1月プレミアムバンダイ限定販売）
- 獣電戦隊キョウリュウジャー2（2025年3月プレミアムバンダイ限定販売）
- 獣電戦隊キョウリュウジャー3（2025年5月プレミアムバンダイ限定販売）

## 掌動-XX(ダブルクロス) 仮面ライダー
- 第1弾 - 仮面ライダーBLACK、仮面ライダーBLACK RX、仮面ライダークウガ マイティフォーム、仮面ライダークウガ ライジングマイティ、仮面ライダーゼロワン ライジングホッパー、仮面ライダーゼロワン メタルクラスタホッパー、拡張パーツセット（2022年7月11日）
- 仮面ライダーエグゼイド（2022年8月プレミアムバンダイ限定販売）
- 第2弾 - 仮面ライダーW サイクロンジョーカー、仮面ライダーW ヒートメタル、仮面ライダーW ルナトリガー、仮面ライダーアクセル、仮面ライダーゼロツー、ロボライダー、バイオライダー、拡張パーツセット（2022年10月10日）
- 第3弾 - 仮面ライダーオーズ タトバ コンボ、仮面ライダーオーズ ガタキリバ コンボ、仮面ライダーキバ キバフォーム、仮面ライダーキバ エンペラーフォーム、仮面ライダーイクサ セーブモード、仮面ライダーゴースト オレ魂、仮面ライダーゴースト 闘魂ブースト魂、拡張パーツセット（2023年1月9日）
- 仮面ライダーW EX（2023年1月プレミアムバンダイ限定販売）
- 風都探偵（2023年1月プレミアムバンダイ限定販売）
- 仮面ライダーBLACK SUN&バトルホッパーセット（2023年4月プレミアムバンダイ限定販売）
- 仮面ライダーSHADOWMOON&蟷螂怪人セット（2023年4月プレミアムバンダイ限定販売）
- 第4弾 - 仮面ライダー新1号、仮面ライダークウガ ドラゴンフォーム、仮面ライダークウガ ライジングドラゴン、仮面ライダーオーズ ラトラーター コンボ、仮面ライダーバルカン シューティングウルフ、仮面ライダージョーカー、仮面ライダースカル、拡張パーツセット（2023年6月26日）
- シン・仮面ライダー 仮面ライダー&サイクロン号セット（2023年9月プレミアムバンダイ限定販売）
- シン・仮面ライダー 仮面ライダー第2号&サイクロン号セット（2023年9月プレミアムバンダイ限定販売）
- 第5弾 - 仮面ライダー鎧武 オレンジアームズ、仮面ライダー滅 スティングスコーピオン、仮面ライダー新2号、仮面ライダーネクロム、カザリ 完全体、仮面ライダーエターナル レッドフレア、拡張パーツセット（2023年10月16日）
- シン・仮面ライダー 仮面ライダー第0号&大量発生型相変異バッタオーグ（2023年11月プレミアムバンダイ限定販売）
- シン・仮面ライダー 仮面ライダー第2+1号&シンサイクロン号セット（2023年12月プレミアムバンダイ限定販売）
- 第6弾 - 仮面ライダーディケイド、仮面ライダー斬月 メロンアームズ、仮面ライダークウガ ペガサスフォーム、仮面ライダークウガ ライジングペガサス、仮面ライダーオーズ サゴーゾ コンボ、ユートピア・ドーパント、拡張パーツセット（2024年1月8日）
- 仮面ライダーW ハーフチェンジセット01（2024年2月プレミアムバンダイ限定販売）
- 仮面ライダーW ハーフチェンジセット02（2024年2月プレミアムバンダイ限定販売）
- 第7弾 - 仮面ライダーディケイド コンプリートフォーム、仮面ライダーディエンド、仮面ライダーバルキリー ラッシングチーター、仮面ライダーバロン バナナアームズ、アポロガイスト(DCD)、ガメル 完全体、拡張パーツセット（2024年3月11日）
- 第8弾 - 仮面ライダージオウ、仮面ライダーゲイツ、仮面ライダー鎧武 カチドキアームズ、仮面ライダークウガ タイタンフォーム、仮面ライダークウガ ライジングタイタン、ゴ・ジャラジ・ダ、拡張パーツセット（2024年5月13日）
- 第9弾 - 仮面ライダーV3、仮面ライダークウガ アメイジングマイティ、仮面ライダーオーマジオウ、仮面ライダー迅 バーニングファルコン、ゴ・ガドル・バ (電撃体)、拡張パーツセット（2024年10月14日）
- 仮面ライダークウガ アルティメットフォーム&ン・ダグバ・ゼバセット（2024年12月プレミアムバンダイ限定販売）
- 第10弾 - 仮面ライダー旧1号、仮面ライダー旧2号、仮面ライダー旧1号 (桜島Ver.)、仮面ライダーオーズ シャウタ コンボ、仮面ライダーオーズ プトティラ コンボ、メズール 完全体、拡張パーツセット（2025年1月20日）

## 掌動EXCEED仮面ライダー
- 第1弾 - 仮面ライダーギーツ マグナムブーストフォーム、仮面ライダーバッファ ゾンビフォーム、仮面ライダーオーズ タジャドル コンボ、アンク (グリード態)（2025年8月予定）